# Victor Dolipschi
Victor Dolipschi, född den 19 oktober 1950 i Bukarest, Rumänien, död 14 januari 2009 var en rumänsk brottare som tog OS-brons i supertungviktsbrottning i den grekisk-romerska klassen 1972 i München och tolv år senare OS-brons på nytt i samma viktklass 1984 i Los Angeles.
Vid världsmästerskapet i brottning för herrar 1971 slutade han sexa  och femma vid världsmästerskapet i brottning för herrar 1973. Han vann brons vid EM 1972 och EM 1977 och en femte plats vid EM 1984. Victor Dolipschi var medlem i den grekisk-romerska brottningssektionen i CS Dinamo.

## Idrottsledare
Efter att slutat som aktiv brottare hade Victor Dolipschi flera positioner inom det rumänska brottningsförbundet, och var en tid president i förbundet.